# Waddens
Waddens ist ein Ortsteil im Osten der Gemeinde Butjadingen auf der gleichnamigen Halbinsel im Landkreis Wesermarsch.

## Geschichte
Waddens gehört zwar historisch gesehen zu den ältesten Siedlungen in Butjadingen. Dieses trifft aber nur auf das „alte“ ca. vier Kilometer östlich gelegene Waddens zu, das Ende des 17. Jahrhunderts nach der Ersten Katharinenflut von 1685 ausgedeicht und nach der Weihnachtsflut von 1717 (146 Tote, 46 zerstörte Häuser) endgültig dem Meer überlassen wurde. Dort, wo sich die Bauerschaften Brüddewarden und Klein-Eckwarden befanden (und auch heute noch auf manchen Karten statt der Ortsbezeichnung „Waddens“ so genannt sind), wurde nach dem Bau der St.-Marcellinus- und Petruskirche im Jahre 1696 Neu-Waddens aufgebaut.
Im Jahre 1933 wurde Waddens in die damalige Gemeinde Burhave eingegliedert. Diese wurde 1936 in Butjadingen umbenannt. Als diese Gemeinde 1948 aufgelöst wurde, erhielt Waddens jedoch nicht seine Selbständigkeit zurück. Seit dem 1. März 1974 gehört es zur neuen Gemeinde Butjadingen.
Im Jahre 2007 wurde die Kirchengemeinde Waddens der Kirchengemeinde Burhave angegliedert.

## Wirtschaft und Infrastruktur
Wirtschaft:
Der ca. 400 Einwohner fassende Ort ist durch die Landwirtschaft geprägt. Bis in die 1970er Jahre hinein wurde der kleine Hafen in Waddensersiel noch von Granat- und Fischkuttern genutzt; heute ist der Hafen verlandet. Im Gegensatz zu anderen Butjadinger Orten wird Waddens nur schwach vom Tourismus tangiert.
Verkehr:
Fährverbindungen bestehen über die Weser von Nordenham nach Bremerhaven und in den Sommermonaten über den Jadebusen von Eckwarderhörne nach Wilhelmshaven. Von Nordenham gibt es eine Bahnverbindung nach Bremen. Die Gemeinde ist über den Wesertunnel südlich von Nordenham an die A 27 angeschlossen. Über Varel bzw. Jaderberg gelangt man zur A 29.
Kirche: 
Die ev.-luth. Kirchengemeinde Waddens mit der neogotischen St.-Marcellinus- und Petrus-Kirche zu Waddens wird vom Pfarramt in Burhave verwaltet.
Vereine:
Mit dem Turn- und Tischtennisverein, dem Klootschießer- und Boßelverein sowie dem Tischtennis-Club besitzt der kleine Ort eine hohe Anzahl an Vereinen und sportlichen Betätigungsfeldern.